# 파비아노 산타크로체
파비아노 산타크로체(이탈리아어: Fabiano Santacroce, 1986년 8월 24일 ~ )는 브라질 태생 이탈리아의 전 축구 선수이다. 그의 아버지는 이탈리아인, 그의 어머니는 아프리카계 브라질인이다. 브라질에서 태어났지만 어린 시절을 이탈리아 북부 지역인 롬바르디아주에 있는 카사테노보에서 보냈다.